# Hamersley & Robe River Railway
De Hamersley & Robe River Railway is een private spoorwegmaatschappij actief in de regio Pilbara van de Australische staat West-Australië. De maatschappij is van Pilbara Iron, een dochteronderneming van de Rio Tinto Group en het spoorwegnetwerk wordt gebruikt voor het transport van ijzererts van de mijnen in Pilbara naar de kusthavens. Met een totale lengte van 1.300 km normaalspoor is dit het grootste private Australische vrachttreinennetwerk.
De aanleg van de lijnen startte eind 1964 na de opening van een mijn bij Tom Price in het Hamersleygebergte. Deze mijn werd voor de export van het erts verbonden met Dampier. De eerste lijn werd afgewerkt in 1966. De spoorlijn werd origineel aangelegd met dwarsliggers in jarrah- of wandoohout op een ballast van vermalen stenen. Zo kon deze lijn slechts 59 kg/m aan. In 1970 werd een aftakking gerealiseerd naar een tweede mijn, in Paraburdoo, met een maximale belasting van 68 kg/m door middel van afbrandstuik- en exothermisch lassen van de spoorwegstaven en andere bevestiging aan de dwarsliggers. Deze upgrade werd in 1972 ook gestart voor de hoofdlijn en van 1980 tot 1986 verder verbeterd met vervanging van de houten dwarsliggers door betonnen dwarsliggers. Er volgden ook bijkomende aftakkingen naar de Marandoo, Brockman en Yandicoogina-mijnen.
De aftakking naar de Marandoo-mijn, en vandaar verder naar de West Angelas, Hope Downs en Yandicoogina-mijnen doorkruist het gebied van het Nationaal park Karijini.
In 2010 transporteerde het spoorwegnetwerk van Pilbara Iron vanuit 11 mijnen 220 miljoen ton ijzererts naar de havens van Dampier en Cape Lambert. Een enkele trein kan bestaan uit tot 236 treinwagons, met elk een capaciteit van 106 ton. Treinen met een lengte van 2,4 km en een totaal laadgewicht van 29.500 ton leggen het volledige traject van en naar de haven af in 28 uur.